# Striamea
Striamea – rodzaj pająków z infrarzędu ptaszników i rodziny Dipluridae. Obejmuje dwa opisane gatunki. Zamieszkują Amerykę Południową.

## Morfologia
Pająki osiągające od 3,3 do 9 mm długości ciała. Karapaks jest pomarańczowobrązowy do brązowego z ciemniejszymi znakami rozchodzącymi się promieniście. Ubarwienie odnóży i spodu prosomy jest żółtobrązowe, te pierwsze mogą mieć ciemniejsze obrączkowanie. Opistosoma (odwłok) jest brązowa, u S. gertschi z białymi kropkami. Oczu jest ośmioro, przy czym para przednio-środkowa jest niewielka lub zredukowana. Rozmieszczone są na szerszym niż dłuższym, wydatnym wzgórku ocznym. Jamki karapaksu są poprzeczne. Gruszkowatego zarysu szczęki pozbawione są kuspuli, natomiast mają serrulę na wierzchołkowej krawędzi. Kuspuli brak również na wardze dolnej. Sternum ma trzy pary niewielkich sigilli umieszczonych przykrawędziowo. Odnóża mają golenie z dwoma szeregami trichobotrii grzbietowych, ale tylko pojedynczy szereg trichobotrii na nadstopiach, co wyróżnia rodzaj na tle podrodziny. Stopy również mają tylko jeden szereg trichobotrii grzbietowych i zwieńczone są parą pazurków górnych zaopatrzonych w jeden szereg ząbków oraz pojedynczym pazurkiem dolnym zaopatrzonym w ząbkowany wyrostek nasadowy. U samców pierwsza para odnóży ma pośrodku spodniej części goleni megakolec. 
Nogogłaszczki samca mają goleń z kolcami wierzchołkowymi na powierzchni tylno-bocznej i krótkim wklęśnięciem wierzchołkowym na powierzchni brzusznej oraz pozbawiony apofizy paraembolicznej bulbus. Genitalia samicy mają dwie jednopłatowe spermateki i mały rejon gruczołowy.

## Rozprzestrzenienie
Rodzaj neotropikalny, endemiczny dla Kolumbii. Oba gatunki znane są tylko z gór Sierra Nevada de Santa Marta w departamencie Magdalena.

## Taksonomia
Takson ten wprowadzony został w 1981 roku przez Roberta Johna Ravena na łamach „Bulletin of the American Museum of Natural History”. Nazwa rodzajowa jest anagramem nazwy rodzaju typowego owej podrodziny, czyli Masteria. W tej samej publikacji opisano obydwa znane gatunki tego rodzaju:
- Striamea gertschi Raven, 1981,
- Striamea magna Raven, 1981.

Gatunkiem typowym wyznaczono pierwszy z wymienionych.